# 국립국악관현악단
국립국악관현악단은 전통음악을 바탕으로 한 새로운 민족음악의창출과 이를 통한 국악의 생활화와 세계화를 위해 국악기로 편성된 국립 오케스트라이다. 서울특별시 중구 장충단길 158 국립극장 상주단체다.

## 연혁
- 1995년 1월 1일 국립국악관현악단 창단 (문화체육부)
- 1995년 1월 25일 창단식및 기념연주회 국립중앙극장 로비
- 1995년 3월 1일 광복 50주년 3.1절 기념 문화체육부 구 조선총독부 철거 선포식연주, 지휘 : 박범훈
- 1995년 3월 3일 국립중앙극장 개막식 연주 국립중앙극장 대극장
- 1995년 3월 28일 개량악기 시연 연주회 국립중앙극장 대극장, 지휘 : 박범훈
- 1995년 5월 1일 광주 케이블 TV 개국기념연주회 광주문화회관, 지휘 : 박범훈
- 1996년 8월 16일 2002년월드컵 기념 국민축제 잠실 주경기장
- 1998년 2월 25일 제15대 대통령 취임행사 국회의사당 야외무대
- 1998년 9월 10일 “98경주문화엑스포 경주역 특설무대
- 1999년 10월 20일 문화의날 기념공연 새천년의두드림 국립극장 대극장
- 2000년 3월 30일 APEC서울포럼 축하연주 힐튼호텔
- 2001년 2월 12일 청와대 행사 참가(몽고 대통령 방한) 청와대영빈관
- 2005년 6월 6일 현충일 기념식 행사 - 국립현충원(1회)
- 2005년 8월 15일 광복절 기념 축하공연 - 광화문 특설무대(1회)
- 2006년 11월 3일 해외연주회 APEC 베트남 개최 성공기원 콘서트-베트남 하노이

## 조직

### 예술감독

#### 행정실
- 책임PD
- 기획홍보
- 총무
- 악기계
- 악보계

#### 악장
- 피리(수석1, 부수석1, 단원6)
- 대금(수석1, 부수석1, 단원6)
- 해금(수석1, 부수석1, 단원
- 아쟁(수석1, 부수석1, 단원8)
- 타악(수석1, 부수석1, 단원2)

## 같이 보기
- 국립창극단
- 국립무용단
- 국립합창단
- 국립발레단
- 국립오페라단